# Strużyna (Przeworno)

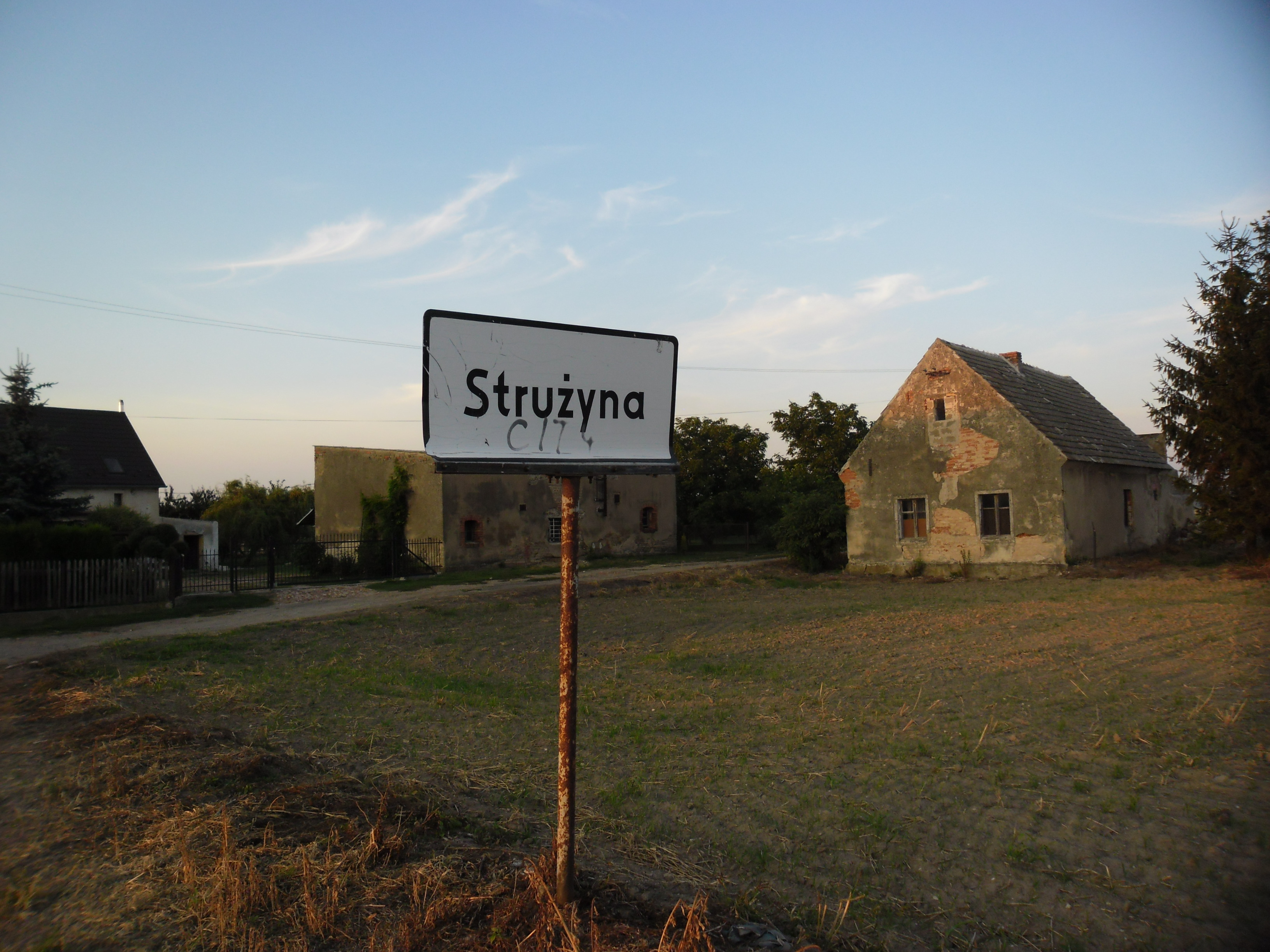
Struzyna

Strużyna (deutsch Schönbrunn) ist ein Dorf in der Gemeinde Przeworno (Prieborn) im Powiat Strzeliński (Kreis Strehlen) in der Woiwodschaft Niederschlesien in Polen.

## Lage
Nachbarorte sind Krzywina (Krummendorf) im Westen, Kaszówka (Käscherei) im Nordwesten, Przeworno (Prieborn) im Südwesten, Królewiec und Rożnów (Nieder Rosen) im Osten. 

## Geschichte
Das 1305 erstmals erwähnte Schönbrunn gehörte zum Herzogtum Breslau und nach dessen Teilung ab 1311 zum Herzogtum Brieg, das ab 1329 ein Lehen der Krone Böhmens war. Es wurde bis 1675 von den Schlesischen Piasten regiert und fiel dann als erledigtes Lehen durch Heimfall an den böhmischen Landesherrn. Die Kirche von Schönbrunn wurde in der Reformationszeit 1534 evangelisch. Besitzer des Dorfes waren im 18. Jahrhundert die Familien von Seidlitz, die Freiherren von Warkotsch und die Freiherren von Sehertoß. 
Nach dem Ersten Schlesischen Krieg fiel Schönbrunn mit dem größten Teil Schlesiens an Preußen. Die alten Verwaltungsstrukturen wurden aufgelöst und Schönbrunn in den Landkreis Strehlen eingegliedert, mit dem es bis zu seiner Auflösung 1945 verbunden blieb. 1783 bestand das adlige Dorf aus einem Vorwerk, einer evangelischen Kirche, 49 Feuerstellen und 350 Einwohnern. 1845 zählte Schönbrunn 85 Häuser, ein Vorwerk, 530 überwiegend evangelische Einwohner (drei katholisch), eine evangelische Pfarrkirche mit Widum unter dem Patronat der Gemeinde, eine evangelische Schule, eine katholische Kirche zu Siebenhufen, eine Wassermühle, drei Baumwollstühle, eine Brauerei, 13 Handwerker und fünf Händler. Zum Dorf gehörte der Anteil Käscherei.
Als Folge des Zweiten Weltkriegs fiel Schönbrunn 1945 mit dem größten Teil Schlesiens an Polen. Nachfolgend wurde es in Strużyna umbenannt. Die deutschen Einwohner wurden – soweit sie nicht schon vorher geflohen waren – vertrieben. Die neu angesiedelten Bewohner stammten teilweise aus Ostpolen, das an die Sowjetunion gefallen war. Die in den 1890er Jahren neu errichtete evangelische Pfarrkirche wurde nach 1945 völlig zerstört. Strużyna ist heute Teil der Gemeinde Przeworno.

## Sehenswürdigkeiten
- Schloss Schönbrunn[4]